# Campeonato Europeo de Voleibol Femenino de 2015
El XXIX Campeonato Europeo de Voleibol Femenino se celebró conjuntamente en Bélgica y los Países Bajos entre el 26 de septiembre y el 4 de octubre de 2015 bajo la organización de la Confederación Europea de Voleibol (CEV), la Federación Belga de Voleibol y la Federación Neerlandesa de Voleibol.
Un total de 16 selecciones nacionales afiliadas a la CEV compitieron por el título de campeón europeo, cuyo anterior portador era el equipo de Rusia, vencedor del Europeo de 2013. 
La selección de Rusia se adjudicó la medalla de oro al derrotar en la final al equipo de los Países Bajos con un marcador de 3-0. En el partido por el tercer puesto el conjunto de Serbia venció al de Turquía.

## Sedes
| Foto | Grupo          | Ciudad    | Instalación                   | Capacidad |
| ---- | -------------- | --------- | ----------------------------- | --------- |
|      | A              | Apeldoorn | Omnisport Apeldoorn           | 2000      |
|      | B y fase final | Amberes   | Lotto Arena                   | 5200      |
|      | C              | Róterdam  | Topsportcentrum Róterdam      | 2500      |
|      | D              | Eindhoven | Indoor-Sportcentrum Eindhoven | 4000      |
|      | Fase final     | Róterdam  | Ahoy Rotterdam                | 14 000    |

## Grupos
| Grupo A      | Grupo B    | Grupo C     | Grupo D         |
| ------------ | ---------- | ----------- | --------------- |
| Italia       | Azerbaiyán | Bielorrusia | República Checa |
| Polonia      | Bélgica    | Bulgaria    | Alemania        |
| Eslovenia    | Hungría    | Croacia     | Rumanía         |
| Países Bajos | Turquía    | Rusia       | Serbia          |

## Calendario
| FP | Fase preliminar | 1/8 | Octavos de final | 1/4 | Cuartos de final | 1/2 | Semifinales | F | Finales |

| Sept./Oct. de 2015     | 26 Sáb | 27 Dom | 28 Lun | 29 Mar | 30 Mié  | 01 Jue  | 02 Vie | 03 Sáb | 04 Dom |
| ---------------------- | ------ | ------ | ------ | ------ | ------- | ------- | ------ | ------ | ------ |
| Fase (no. de partidos) | FP (8) | FP (8) | FP (8) | —      | 1/8 (4) | 1/4 (4) | —      | SF (2) | F (2)  |

## Primera fase
- Todos los partidos en la hora local de Bélgica/Países Bajos (UTC+2).

El primero de cada grupo pasó directamente a los cuartos de final, el segundo y tercero tuvieron que disputar primero la clasificación a cuartos de final.

### Grupo A
| Equipo       | J | G | P | SG | SP | R      | PG  | PP  | R     | PTS |
| ------------ | - | - | - | -- | -- | ------ | --- | --- | ----- | --- |
| Países Bajos | 3 | 3 | 0 | 9  | 1  | 9,000  | 244 | 172 | 1,419 | 9   |
| Italia       | 3 | 2 | 1 | 6  | 5  | 1,200  | 250 | 211 | 1,185 | 6   |
| Polonia      | 3 | 1 | 2 | 5  | 6  | 0,8333 | 222 | 248 | 0,895 | 3   |
| Eslovenia    | 3 | 0 | 3 | 1  | 9  | 0,111  | 164 | 249 | 0,659 | 0   |

- Resultados

| Fecha | Hora  | Partido¹     | Partido¹ | Partido¹     | Resultado | S1    | S2    | S3    | S4    | S5 | Total |
| ----- | ----- | ------------ | -------- | ------------ | --------- | ----- | ----- | ----- | ----- | -- | ----- |
| 26.09 | 15:30 | Eslovenia    | -        | Países Bajos | 0-3       | 12-25 | 14-25 | 22-25 | –     | –  | 48-75 |
| 26.09 | 18:30 | Italia       | -        | Polonia      | 3-1       | 25-20 | 21-25 | 25-17 | 25-16 | –  | 96-78 |
| 27.09 | 15:30 | Países Bajos | -        | Polonia      | 3-1       | 25-15 | 25-11 | 19-25 | 25-18 | –  | 94-69 |
| 27.09 | 18:30 | Eslovenia    | -        | Italia       | 1-3       | 9-25  | 12-25 | 26-24 | 11-25 | –  | 58-99 |
| 28.09 | 17:00 | Polonia      | -        | Eslovenia    | 3-0       | 25-18 | 25-19 | 25-21 | –     | –  | 75-58 |
| 28.09 | 20:00 | Países Bajos | -        | Italia       | 3-0       | 25-15 | 25-18 | 25-22 | –     | –  | 75-55 |

- (¹) – Todos en Apeldoorn.

### Grupo B
| Equipo     | J | G | P | SG | SP | R     | PG  | PP  | R     | PTS |
| ---------- | - | - | - | -- | -- | ----- | --- | --- | ----- | --- |
| Turquía    | 3 | 3 | 0 | 9  | 0  | MAX   | 228 | 165 | 1,382 | 9   |
| Bélgica    | 3 | 2 | 1 | 6  | 3  | 2,000 | 203 | 178 | 1,140 | 6   |
| Hungría    | 3 | 1 | 2 | 3  | 7  | 0,429 | 196 | 232 | 0,845 | 3   |
| Azerbaiyán | 3 | 0 | 3 | 1  | 9  | 0,111 | 204 | 256 | 0,797 | 0   |

- Resultados

| Fecha | Hora  | Partido¹   | Partido¹ | Partido¹   | Resultado | S1    | S2    | S3    | S4    | S5 | Total  |
| ----- | ----- | ---------- | -------- | ---------- | --------- | ----- | ----- | ----- | ----- | -- | ------ |
| 26.09 | 17:30 | Hungría    | -        | Bélgica    | 0-3       | 15-25 | 8-25  | 18-25 | –     | –  | 41-75  |
| 26.09 | 20:30 | Turquía    | -        | Azerbaiyán | 3-0       | 25-21 | 28-26 | 25-13 | –     | –  | 78-60  |
| 27.09 | 16:00 | Bélgica    | -        | Azerbaiyán | 3-0       | 25-17 | 25-20 | 27-25 | –     | –  | 77-62  |
| 27.09 | 19:00 | Hungría    | -        | Turquía    | 0-3       | 20-25 | 20-25 | 14-25 | –     | –  | 54-75  |
| 28.09 | 17:00 | Azerbaiyán | -        | Hungría    | 1-3       | 16-25 | 28-26 | 22-25 | 16-25 | –  | 80-101 |
| 28.09 | 20:00 | Bélgica    | -        | Turquía    | 0-3       | 18-25 | 17-25 | 16-25 | –     | –  | 51-75  |

- (¹) – Todos en Amberes.

### Grupo C
| Equipo      | J | G | P | SG | SP | R     | PG  | PP  | R     | PTS |
| ----------- | - | - | - | -- | -- | ----- | --- | --- | ----- | --- |
| Rusia       | 3 | 2 | 1 | 6  | 3  | 2,000 | 221 | 177 | 1,249 | 6   |
| Bielorrusia | 3 | 2 | 1 | 6  | 5  | 1,200 | 230 | 241 | 0,954 | 5   |
| Croacia     | 3 | 2 | 1 | 6  | 5  | 1,200 | 239 | 253 | 0,645 | 5   |
| Bulgaria    | 3 | 0 | 3 | 4  | 9  | 0,444 | 258 | 277 | 0,931 | 2   |

- Resultados

| Fecha | Hora  | Partido¹    | Partido¹ | Partido¹    | Resultado | S1    | S2    | S3    | S4    | S5    | Total   |
| ----- | ----- | ----------- | -------- | ----------- | --------- | ----- | ----- | ----- | ----- | ----- | ------- |
| 26.09 | 15:00 | Bulgaria    | -        | Rusia       | 0-3       | 6-25  | 14-25 | 25-27 | –     | –     | 45-77   |
| 26.09 | 18:00 | Croacia     | -        | Bielorrusia | 0-3       | 19-25 | 18-25 | 24-26 | –     | –     | 61-76   |
| 27.09 | 15:00 | Rusia       | -        | Bielorrusia | 3-0       | 25-18 | 25-16 | 25-21 | –     | –     | 75-55   |
| 27.09 | 18:00 | Bulgaria    | -        | Croacia     | 2-3       | 23-25 | 25-22 | 25-14 | 22-25 | 13-15 | 108-101 |
| 28.09 | 17:00 | Bielorrusia | -        | Bulgaria    | 3-2       | 25-21 | 25-23 | 14-25 | 20-25 | 15-11 | 99-105  |
| 28.09 | 20:00 | Rusia       | -        | Croacia     | 0-3       | 21-25 | 24-26 | 24-26 | –     | –     | 69-77   |

- (¹) – Todos en Róterdam.

### Grupo D
| Equipo          | J | G | P | SG | SP | R     | PG  | PP  | R     | PTS |
| --------------- | - | - | - | -- | -- | ----- | --- | --- | ----- | --- |
| Serbia          | 3 | 3 | 0 | 9  | 0  | MAX   | 225 | 169 | 1,331 | 9   |
| Alemania        | 3 | 2 | 1 | 6  | 4  | 1,500 | 233 | 206 | 1,131 | 6   |
| República Checa | 3 | 1 | 2 | 3  | 6  | 0,500 | 193 | 196 | 0,985 | 3   |
| Rumanía         | 3 | 0 | 3 | 1  | 9  | 0,111 | 169 | 249 | 0,679 | 0   |

- Resultados

| Fecha | Hora  | Partido¹        | Partido¹ | Partido¹        | Resultado | S1    | S2    | S3    | S4    | S5 | Total |
| ----- | ----- | --------------- | -------- | --------------- | --------- | ----- | ----- | ----- | ----- | -- | ----- |
| 26.09 | 15:00 | República Checa | -        | Rumanía         | 3-0       | 25-13 | 25-18 | 25-15 | –     | –  | 75-46 |
| 26.09 | 18:00 | Serbia          | -        | Alemania        | 3-0       | 25-18 | 25-22 | 25-19 | –     | –  | 75-59 |
| 27.09 | 15:00 | Rumanía         | -        | Alemania        | 1-3       | 14-25 | 26-24 | 15-25 | 19-25 | –  | 74-99 |
| 27.09 | 18:00 | República Checa | -        | Serbia          | 0-3       | 20-25 | 23-25 | 18-25 | –     | –  | 61-75 |
| 28.09 | 17:00 | Alemania        | -        | República Checa | 3-0       | 25-17 | 25-23 | 25-17 | –     | –  | 75-57 |
| 28.09 | 20:00 | Rumanía         | -        | Serbia          | 0-3       | 20-25 | 14-25 | 15-25 | –     | –  | 49-75 |

- (¹) – Todos en Eindhoven.

## Fase final
- Todos los partidos en la hora local de Bélgica/Países Bajos (UTC+2).

|  | Clasif. a cuartos | Clasif. a cuartos |             |         | Cuartos de final | Cuartos de final |         |              | Semifinales  | Semifinales |  |  | Final       | Final       |
|  | 30 de septiembre  | 30 de septiembre  |             |         | 1 de agosto      | 1 de agosto      |         |              | 3 de agosto  | 3 de agosto |  |  | 4 de agosto | 4 de agosto |
|  |                   |                   |             |         |                  |                  |         |              |              |             |  |  |             |             |
|  |                   |                   |             |         |                  |                  |         |              |              |             |  |  |             |             |
|  |                   |                   |             |         |                  |                  |         |              |              |             |  |  |             |             |
|  | Países Bajos      | 3                 |             |         |                  |                  |         |              |              |             |  |  |             |             |
|  | Países Bajos      | 3                 | Bielorrusia | 2       |                  |                  |         |              |              |             |  |  |             |             |
|  |                   | Polonia           | Bielorrusia | 2       | 1                |                  |         |              |              |             |  |  |             |             |
|  | Polonia           | Polonia           | 3           |         | 1                | Países Bajos     | 3       |              |              |             |  |  |             |             |
|  | Polonia           |                   | 3           |         |                  | Países Bajos     | 3       |              |              |             |  |  |             |             |
|  |                   |                   |             | Turquía | 0                |                  |         |              |              |             |  |  |             |             |
|  | Turquía           | 3                 |             | Turquía | 0                |                  |         |              |              |             |  |  |             |             |
|  | Turquía           | 3                 | Alemania    | 3       |                  |                  |         |              |              |             |  |  |             |             |
|  |                   | Alemania          | Alemania    | 3       | 2                |                  |         |              |              |             |  |  |             |             |
|  | Hungría           | Alemania          | 0           |         | 2                | Países Bajos     | 0       |              |              |             |  |  |             |             |
|  | Hungría           |                   | 0           |         |                  | Países Bajos     | 0       |              |              |             |  |  |             |             |
|  |                   |                   |             | Rusia   | 3                |                  |         |              |              |             |  |  |             |             |
|  | Rusia             | 3                 |             | Rusia   | 3                |                  |         |              |              |             |  |  |             |             |
|  | Rusia             | 3                 | Italia      | 3       |                  |                  |         |              |              |             |  |  |             |             |
|  |                   | Italia            | Italia      | 3       | 1                |                  |         |              |              |             |  |  |             |             |
|  | Croacia           | Italia            | 0           |         | 1                | Rusia            | 3       | Tercer lugar | Tercer lugar |             |  |  |             |             |
|  | Croacia           |                   | 0           |         |                  | Rusia            | 3       | Tercer lugar | Tercer lugar |             |  |  |             |             |
|  |                   |                   |             | Serbia  | 1                |                  |         |              |              |             |  |  |             |             |
|  | Serbia            | 3                 |             | Serbia  | 1                |                  |         |              |              |             |  |  |             |             |
|  | Serbia            | 3                 | Bélgica     | 3       |                  |                  | Turquía | 0            |              |             |  |  |             |             |
|  |                   | Bélgica           | Bélgica     | 3       | 1                |                  | Turquía | 0            |              |             |  |  |             |             |
|  | República Checa   | Bélgica           | 1           |         | 1                | Serbia           | 3       |              |              |             |  |  |             |             |
|  | República Checa   |                   | 1           |         |                  | Serbia           | 3       |              |              |             |  |  |             |             |

### Clasificación a cuartos
| Fecha | Hora  | Partido¹    | Partido¹ | Partido¹        | Resultado | S1    | S2    | S3    | S4    | S5    | Total  |
| ----- | ----- | ----------- | -------- | --------------- | --------- | ----- | ----- | ----- | ----- | ----- | ------ |
| 30.09 | 17:00 | Italia      | -        | Croacia         | 3-0       | 25-22 | 25-21 | 25-20 | –     | –     | 75-63  |
| 30.09 | 17:30 | Alemania    | -        | Hungría         | 3-0       | 25-18 | 25-17 | 25-14 | –     | –     | 75-49  |
| 30.09 | 20:00 | Bielorrusia | -        | Polonia         | 2-3       | 17-25 | 13-25 | 25-22 | 25-20 | 12-15 | 92-107 |
| 30.09 | 20:30 | Bélgica     | -        | República Checa | 3-1       | 25-12 | 23-25 | 25-21 | 25-9  | –     | 98-67  |

- (¹) – El primero y el tercero en Róterdam y los otros dos en Amberes.

### Cuartos de final
| Fecha | Hora  | Partido¹     | Partido¹ | Partido¹ | Resultado | S1    | S2    | S3    | S4    | S5    | Total   |
| ----- | ----- | ------------ | -------- | -------- | --------- | ----- | ----- | ----- | ----- | ----- | ------- |
| 01.10 | 17:00 | Rusia        | -        | Italia   | 3-1       | 30-28 | 20-25 | 25-23 | 25-20 | –     | 100-96  |
| 01.10 | 17:30 | Turquía      | -        | Alemania | 3-2       | 25-20 | 21-25 | 20-25 | 25-23 | 15-12 | 106-105 |
| 01.10 | 20:00 | Países Bajos | -        | Polonia  | 3-1       | 25-16 | 23-25 | 25-16 | 25-16 | –     | 98-73   |
| 01.10 | 20:30 | Serbia       | -        | Bélgica  | 3-1       | 19-25 | 29-27 | 25-11 | 25-18 | –     | 98-81   |

- (¹) – El primero y el tercero en Róterdam y los otros dos en Amberes.

### Semifinales
| Fecha | Hora  | Partido¹     | Partido¹ | Partido¹ | Resultado | S1    | S2    | S3    | S4    | S5 | Total |
| ----- | ----- | ------------ | -------- | -------- | --------- | ----- | ----- | ----- | ----- | -- | ----- |
| 03.01 | 15:30 | Países Bajos | -        | Turquía  | 3-0       | 25-22 | 25-18 | 28-26 | –     | –  | 78-66 |
| 03.01 | 18:30 | Rusia        | -        | Serbia   | 3-1       | 25-23 | 25-23 | 21-25 | 25-22 | –  | 96-93 |

- (¹) – Ambos en Róterdam.

### Tercer lugar
| Fecha | Hora  | Partido¹ | Partido¹ | Partido¹ | Resultado | S1    | S2    | S3    | S4 | S5 | Total |
| ----- | ----- | -------- | -------- | -------- | --------- | ----- | ----- | ----- | -- | -- | ----- |
| 04.10 | 14:00 | Turquía  | -        | Serbia   | 0-3       | 19-25 | 17-25 | 18-25 | –  | –  | 54-75 |

- (¹) – En Róterdam.

### Final
| Fecha | Hora  | Partido¹     | Partido¹ | Partido¹ | Resultado | S1    | S2    | S3    | S4 | S5 | Total |
| ----- | ----- | ------------ | -------- | -------- | --------- | ----- | ----- | ----- | -- | -- | ----- |
| 04.10 | 17:00 | Países Bajos | -        | Rusia    | 0-3       | 14-25 | 20-25 | 20-25 | –  | –  | 54-75 |

- (¹) – En Róterdam.

## Medallero
| Rusia | Países Bajos | Serbia |
| Irina Fetisova Xeniya Ilchenko Tatiana Kosheleva Yekaterina Kosianenko Viktoriya Kuziakina Yekaterina Liubushkina Anna Malova Natalia Malyj Nataliya Obmochayeva Yekaterina Orlova Alexandra Pasynkova Yana Shcherban Yevgueniya Startseva Irina Zariazhko | Maret Balkestein-Grothues Yvon Beliën Anne Buijs Laura Dijkema Kirsten Knip Robin de Kruijf Manon Nummerdor-Flier Judith Pietersen Celeste Plak Myrthe Schoot Lonneke Slöetjes Debby Stam-Pilon Quinta Steenbergen Femke Stoltenborg | Ana Bjelica Tijana Bošković Bianka Buša Suzana Ćebić Tijana Malešević Brankica Mihajlović Jelena Nikolić Maja Ognjenović Mina Popović Silvija Popović Milena Rašić Jovana Stevanović Stefana Veljković Bojana Živković |
| Yuri Marichev (seleccionador) | Giovanni Guidetti (seleccionador) | Zoran Terzić (seleccionador) |

## Estadísticas

### Clasificación general
| 1. Rusia            |
| 2. Países Bajos     |
| 3. Serbia           |
| 4. Turquía          |
| 5. Alemania         |
| 6. Bélgica          |
| 7. Italia           |
| 8. Polonia          |
| 9. Bielorrusia      |
| 10. Croacia         |
| 11. República Checa |
| 12. Hungría         |
| 13. Bulgaria        |
| 14. Azerbaiyán      |
| 15. Rumanía         |
| 16. Eslovenia       |

### Máximas anotadoras
| N.º | Nombre                      | Selección    | Puntos | Partidos jugados |
| --- | --------------------------- | ------------ | ------ | ---------------- |
| 1   | Lonneke Slöetjes            | Países Bajos | 117    | 6                |
| 2   | Tatiana Kosheleva           | Rusia        | 113    | 6                |
| 3   | Katarzyna Skowrońska-Dolata | Polonia      | 99     | 5                |
| 4   | Nataliya Obmochayeva        | Rusia        | 94     | 6                |
| 5   | Tijana Bošković             | Serbia       | 89     | 5                |

Fuente: 

### Distinciones individuales
- Mejor jugadora (MVP) – Tatiana Kosheleva ( Rusia)
- Mayor anotatora – Lonneke Slöetjes ( Países Bajos) –117 pts.–
- Mejor colocadora – Maja Ognjenović ( Serbia)
- Mejor receptora – Tatiana Kosheleva ( Rusia)
- Mejor central – Irina Zariazhko ( Rusia)
- Mejor opuesto – Lonneke Slöetjes ( Países Bajos)
- Mejor líbero – Anna Malova ( Rusia)

Fuente: 